# Монфорты
Графы фон Монфорт (нем. Grafen von Montfort) — одна из ветвей Тюбингенского владетельного дома, просуществовавшая до 1787 года. В XIV веке владения этого рода простирались от северо-восточного берега Боденского озера через Брегенц и Фельдкирх вплоть до Зарганса. С течением столетий земли графов сократились до одной лишь сеньории Теттнанг.
Наименование рода произошло от ныне не существующего родового замка (Старый) Монфорт (от лат. montis fortis = крепкая гора) на территории современной общины Вайлер (территория австрийской федеральной земли Форарльберг). 

## История рода
Своими корнями род Монфорт восходит к тюбингенскому пфальцграфу Хуго II (†1182), который посредством брака с Елизаветой Брегенцской (1152—1216) унаследовал владения графов Брегенца и земли в Курреции. В свою очередь, это наследство перешло к их второму сыну Хуго III (†1228/1230), с примерно 1200 года ставшего называть себя фон Монфорт, и тем самым положившего начало роду Монфортов; при этом графский титул Монфортов впервые документально встречается, начиная с 1208 года. Первоначально центром власти и основной резиденцией Монфортов был Брегенц, однако, несмотря на все усилия, город не смог составить достойной конкуренции лежащему севернее Линдау, и резиденция была перенесена в только что основанный Фельдкирх, где над городом был выстроен замок Шаттенбург.
Власть Хуго, первого графа фон Монфорт простиралась на значительную часть Курреции, Теттнанг, Зигмаринген, Брегенц, Фельдкирх, Зонненберг, Верденберг и Зарганс.
После смерти Хуго I фон Монфорта род разделился: вероятно, в ходе внутрисемейного спора между Хуго II (†1257) и Клементой фон Кибург, вдовой его старшего брата Рудольфа (†после 1243). Сыновья Рудольфа, Хуго (†1280) и Хартманн (†ок.1279) стали именовать себя графами Верденберга (нем. Grafen von Werdenberg; документально подтверждены с 1259 года), получив во владение южную часть наследия Монфортов. Во владении младшей линии, продолжавшей носить имя Монфорт, остались графство Брегенц, сеньории Дорнбирн, Хоэнемс, Фельдкирх, Ягдберг и Теттнанг.
Сыновья Хуго II, Рудольф II (†1302), Ульрих I (†1287) и Хуго III (†1309) в 1272 году основали дальнейшие линии: Монфорт-Фельдкирх, Монфорт-Брегенц и Монфорт-Теттнанг, в то время как их братья Фридрих II, Вильгельм I и Генрих III сделали церковную карьеру. При этом Вильгельм, аббат в Санкт-Галлене, на протяжении многих лет вёл ожесточённую борьбу против Рудольфа I и Альбрехта I Габсбургов и поддерживавших их Верденбергов. Планы Монфортов на самостоятельную политику перечеркнуло поражение Адольфа фон Нассау в битве при Гёльхайме (1298), и Монфорты были вынуждены фактически подчиниться гегемонии австрийских герцогов.

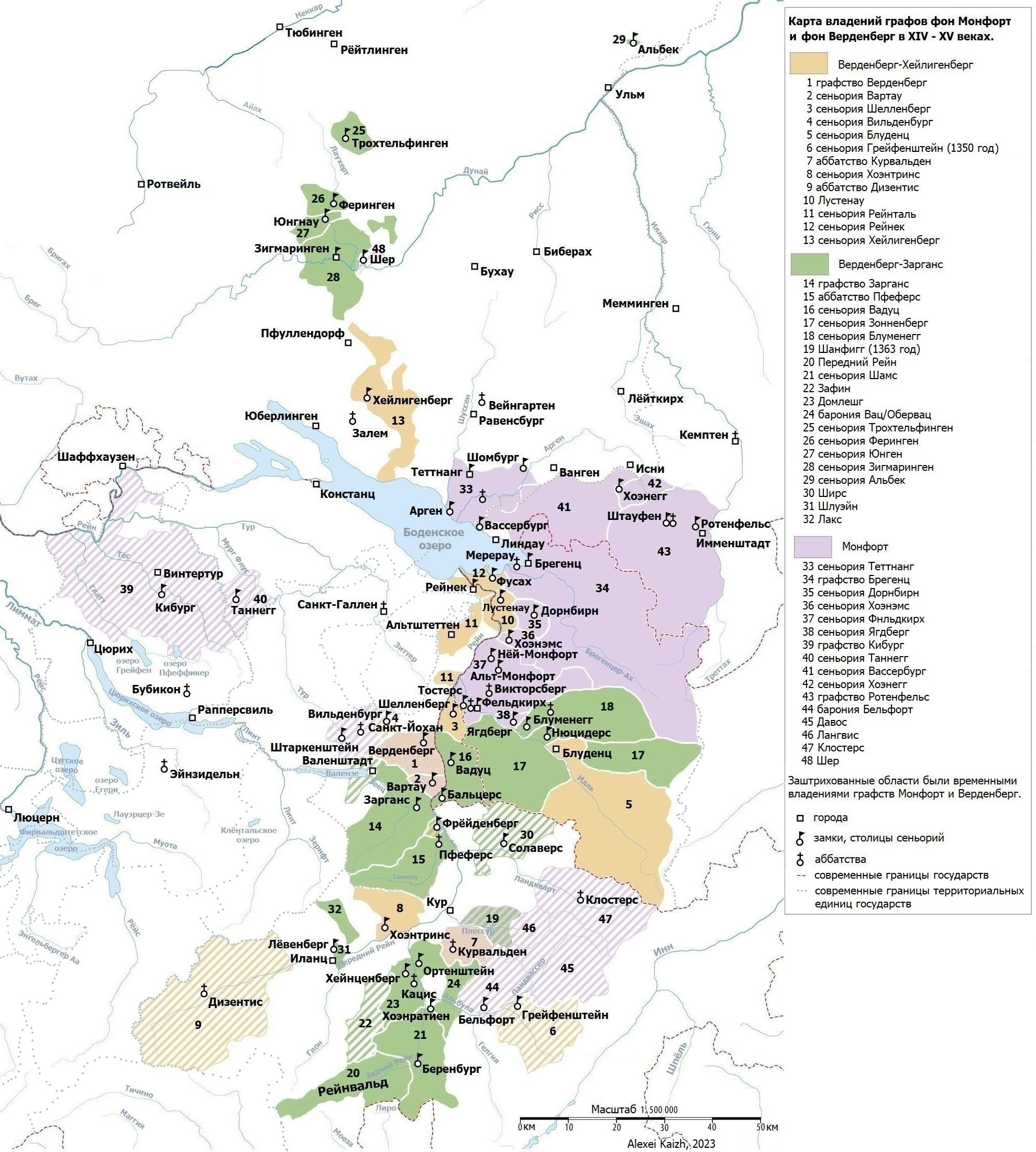
Карта владений графов фон Монфорт и фон Верденберг в XIV веке. Земли Монфортов отмечены фиолетовым цветом

Линия Монфорт-Фельдкирх вплоть до своего угасания в 1390 году поддерживала тесные отношения с епископством Кур; все её владения по завещанию последнего её представителя, Рудольфа V, отошли Габсбургам.
Линия Монфорт-Брегенц пресеклась уже в 1338 году со смертью Хуго, сына Ульриха II фон Монфорта; её наследником выступила Теттнангская линия Монфортов.
Линия Монфорт-Теттнанг достигла при Вильгельме II (†1354), сыне Хуго III, своего наивысшего расцвета, в том числе благодаря поддержке (с 1319 года) притязаний на трон Людвига Баварского в его борьбе против Фридриха Красивого. В 1332 году Вильгельм II приобрёл владение Ротенфельс в Алльгое (с 1471 года — имперское графство), и в 1338 году — большую часть брегенцского наследства.
Со смертью Вильгельма II в 1354 году имущество было вновь разделено между его сыновьями Вильгельмом III (†1373) и Генрихом IV (†1408): первый получал Брегенц и Шомбург (сегодня — в составе города Ванген), второй — Теттнанг и Ротенфельс.
В XV веке Монфортам на время удалось утвердиться в северо-восточной Швейцарии: в 1402 году они унаследовали графство Верденберг (в залоговом управлении — уже с 1360 года), в 1437 году — почти все владения графов фон Тоггенбург в Реции (за исключением Майенфельда), и кроме того — получили в управление графство Кибург. Однако уже 50 лет спустя — ввиду нарастающих финансовых проблем и неблагоприятной политической ситуации — большая часть новоприобретённых земель была продана.
Мужская (старшая) линия графов фон Монфорт-Теттнанг прервалась со смертью Ульриха VII (нем. Ulrich VII. von Montfort-Tettnang) в 1520 году, и управление графством перешло к его вдове Магдалене фон Эттинген (нем. Magdalena von Oettingen, †1525), до тех пор пока Теттнанг не был пожалован Карлом V её племяннику Хуго XVI из Ротенфельской линии (известен своим посредничеством между восставшими крестьянами и Швабским союзом в 1525 году).
Сын Хуго XVI, Ульрих IX (†1574), посвятивший себя коллекционированию предметов искусства и тем самым значительно ухудшивший финансовое положение семьи, был вынужден в 1565/67 годах продать владение Ротенфельс, Имменштадт и Штифенхофен своему дальнему родственнику Якобу фон Кёнигсегг-Аулендорфу.
Несмотря на получение права чеканки монет в 1567 году, положение Монфортов со временем только ухудшалось, что привело к дальнейшему отчуждению территорий (так, в 1649 году владение Вассербург окончательно отошло Фуггерам, управлявшим им в качестве залога за ссуженные Монфортам 63 000 гульденов уже с 1592 года) и постепенному упадку рода.
В итоге к концу XVIII века в руках Монфортов оставалось лишь небольшое владение Теттнанг, в 1779—1780 годах уступленное Францем Ксавером фон Монфортом (1722—1780) императору. Это решение было обусловлено тяжёлым долговым бременем (более 500 000 гульденов) ввиду активного строительства барочных дворцов (Старый и Новый дворцы в Теттнанге, замок Арген и т. д.), церквей и монастырей, и долголетнего расточительства. Спустя 7 лет скончался и последний представитель рода Антон IV фон Монфорт (1723—1787).

## Известные представители

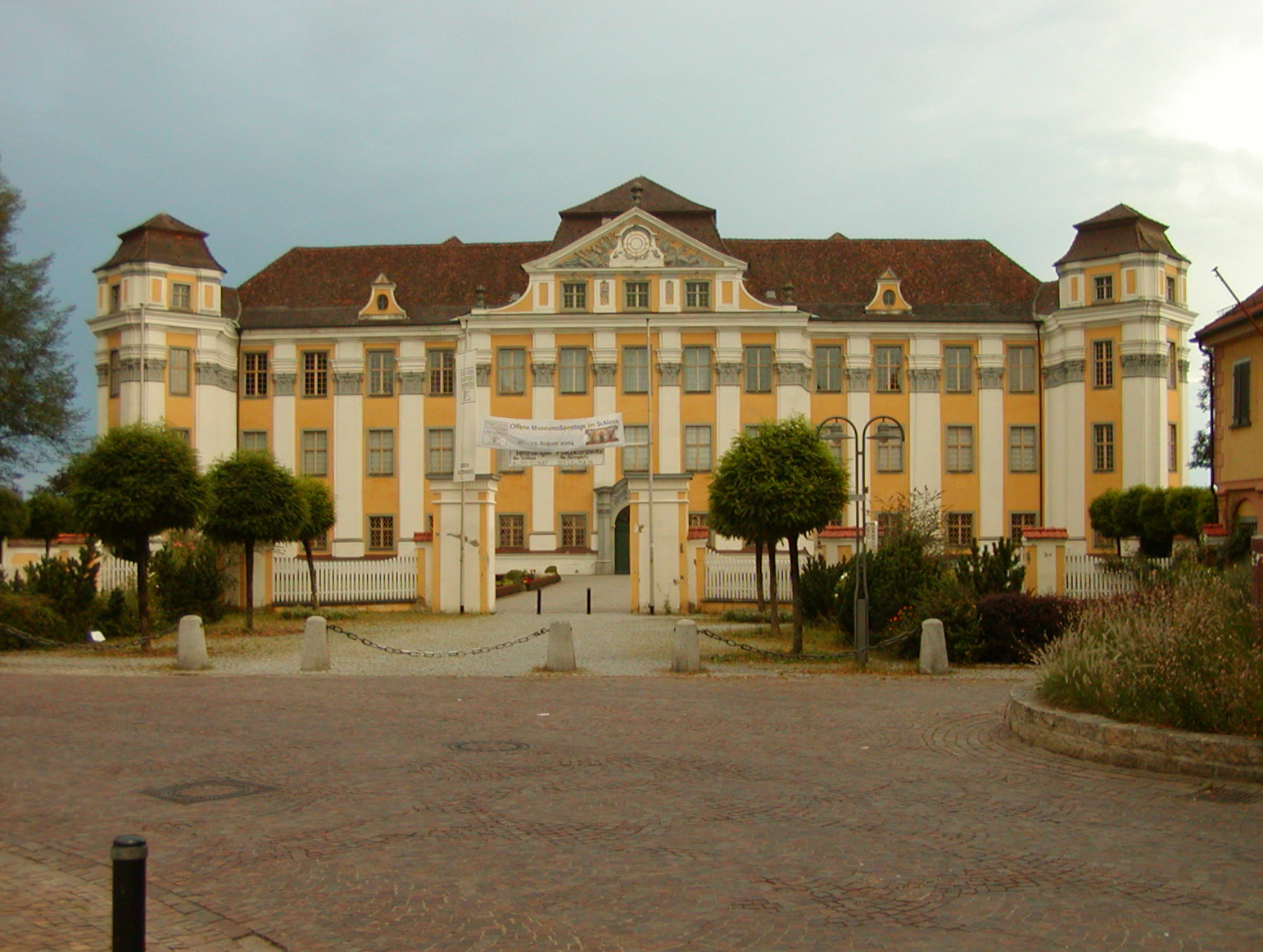
Резиденция графов Монфорт в Теттнанге

- Вильгельм I фон Монфорт (†1301) — аббат в Санкт-Галлене (1281—1301)
- Рудольф III (†1334) — епископ Кура (1322—1325) и Констанца (1322—1334), администратор Санкт-Галленского аббатства (1330—1333)
- Хуго фон Монфорт (1357—1423) — миннезингер
- Иоганн VI (1557—1619) — президент Имперского камерального суда
- Иоганна Катарина фон Монфорт (1678—1759) — княгиня и регент (1715—1720) Гогенцоллерн-Зигмарингена

## Герб

Герб графов фон Монфорт восходит к гербу пфальцграфов Тюбингена, и представляет собой красный церковный баннер, так называемый гонфанон, заканчивающийся тремя лентами и с тремя кольцами поверху, на серебряном поле. Полностью аналогичен ему герб графов фон Верденберг (с изменённым цветовым решением), и — с 1918 года — герб австрийской федеральной земли Форарльберг.